# Pallacanestro Messina 2002-2003
Lo Pallacanestro Messina 2002-2003 ha preso parte al campionato professionistico italiano di Legadue.

## Verdetti
- Legadue:
  - stagione regolare: 3º posto su 14 squadre (20-12);
  - playoff: eliminazione in finale contro Teramo (2-3);
    - ripescata in Serie A per l'esclusione della Virtus Bologna.